# René Goguen
René Goguen (Moncton, 15 de dezembro de 1983), mais conhecido pelo seu nome do ringue René Duprée, é um lutador de wrestling profissional franco-canadiano, que teve destaque em sua passagem pela WWE. Teve contrato com a WWE até 26 de Julho de 2007, quando saiu da Florida Championship Wrestling.
Ele também é filho do celebrado marítimo canadiano, promotor de wrestling profissional e seu treinador, Emile Duprée.

## No wrestling
- Finishers e ataques especiais
  - Bonaparte Bomb / Duprée Bomb
  - Bonne Nuit - 2005
  - Cobra clutch slam - 2006
  - Loire Valley Driver
  - Bridged cradle suplex
  - Double knee backbreaker
  - French Tickler / La Chatouille de France
  - Release powerbomb - 2004
  - Running neckbreaker
  - Standing ou spinning spinebuster

- Managers
  - Hiroko
  - Robért Conway

## Títulos e prêmios

### Fisiculturismo
- Mr. Canada Bodybuilding National Champion (2001)

### Luta profissional
- All Japan Pro Wrestling
  - Gaora TV Championship (1 vez)
- American Wrestling Rampage
  - AWR Heavyweight Championship (2 vezes, atual)
  - AWR No Limits Championship (1 vez)
- Southside Wrestling Entertainment
  - SWE Heavyweight Championship (1 vez)
- WWE
  - World Tag Team Championship (1 vez) - com Sylvain Greiner
  - WWE Tag Team Championship (1 vez) - com Kenzo Suzuki
- Wrestling Observer Newsletter
  - Pior Tag Team (2003) - com Sylvain Greiner